# Metrodora
Metrodora (grec antic: Μητροδώρα; 200-400 dC) va ser una metgessa grega autora del text mèdic més antic conegut escrit per una dona, sobre les malallties i cures de les dones. El seu tractat mèdic cobreix moltes àrees de la medicina com la ginecologia, però no l'obstetrícia. Va ser àmpliament referenciat per altres escriptors de medicina a l'antiga Grècia i Roma, i també va ser traduït i publicat a l'Europa medieval. No se sap res de la identitat de Metrodora més enllà del seu nom. 

## Obra
Es conserven dos volums  de la seva obra anomenada Sobre les malalties i les cures de les dones, que conté 63 capítols. L'enfocament de Metrodora va ser molt influenciat per l'obra d'Hipòcrates i el corpus hipocràtic; per exemple, compartia les teories d'Hipòcrates relatives a la histèria. Va ser decisiva sobre temes controvertits que involucren la simptomatologia i l'etiologia, i va aportar les seves contribucions a l'avenç del coneixement mèdic.

## Impacte
Les primeres traduccions llatines Sobre les malalties i les cures de les dones van aparèixer entre els segles iii i V. El manuscrit conegut més antic de Metrodora es troba a Florència. El seu treball va ser referenciat per altres escriptors i també va ser publicat en extractes. Els textos acadèmics de l'antiga Grècia i Roma eren la base de la recerca occidental durant l'edat mitjana a Europa, i la seva obra també es va distribuir durant aquest període, encara que erròniament es va atribuir a Cleòpatra VII d'Egipte. Va ser publicada per Caspar Wolf el 1566 i per Israel Spach el 1597.
Metrodora va experimentar molt amb la pràctica clínica i la seva obra mostra una familiaritat amb la fisiologia detallada, ja sigui amb l'examen realitzat digitalment (és a dir, només amb la mà) com amb l'ús d'un espèculum. Va fer contribucions mitjançant la formulació de classificacions de les pèrdues vaginals i va proposar teories sobre l'etiologia, com la possibilitat que les infeccions parasitàries rectals fossin la causa de les pèrdues vaginals. El seu treball va ser inclòs en la primera enciclopèdia que utilitzava entrades per ordre alfabètic per facilitar-ne la consulta, encara que només hi ha un manuscrit incomplet que acaba amb l'entrada "èpsilon".

## The Dinner Partyper Judy Chicago
Metrodora és una de les 999 dones incloses en la instal·lació The Dinner Party ('El sopar'), de l'artista Judy Chicago.